# Carl Fredrik Darell
Carl Fredrik Darell, född 14 oktober 1813 i Göteborgs Kristine församling, var en svensk miniatyr- och porträttmålare och förfalskare. 
Han var son till sergeanten vid Göta artilleriregemente Karl Gustaf Darell och Anna Christina Rudin, född Roupe (1790 i Frykerud, om hon än blir skriven med ett annat födelsedatum i Göteborg), som liksom en syster (född 1802 i Ödskölt) kallade sig Rudin sedan de flyttat till Göteborg (de kallas dock Roupé i arkiverade bouppteckningar efter syskon, som avlider i Stockholm på 1840-talet). 1830 är Carl Fredrik mantalsskriven hos dessa systrars bror Svante Mauritz Roupé i Stockholm, som dennes systerson.
En väl spridd, men ofullständig, uppgift var att Darell "enligt dopboken" var son till sergeanten Darell och Anna Kristina Thorell. Men det gäller bara den dopbok som Kristine församlings tyske präst fört på tyska. I den på svenska förda dopboken är antecknat efternamnet Darell på båda föräldrarna, även om denne präst också först felaktigt har börjat föra in ett manligt dopvittne där far ska antecknas, och Darells föräldrar faktiskt ännu inte var gifta, men enligt Darells bevarade egna självbiografiska anteckningar hade lysning tagits ut innan fadern kallades iväg i krigstjänst i Tyskland. (19 december 1815 vigdes Carl Gustaf Darell och Anna Kristina Rudin i Göteborgs garnisonsförsamling.)
Senare rykten har gjort gällande att han skulle ha varit oäkta son till någon förnäm herre. August Blanche som skildrat Darells liv skönlitterärt har gjort gällande att han skulle ha varit nära besläktad med Axel Möllerhjelm. Arthur Sjögren som författat biografin över Darell i Svenskt biografiskt lexikon har spekulerat i om M:et i den signatur Darell själv använde - C. F. M. Darell skulle stå för Möllerhjelm. Detta är dock endast spekulationer. Modern anges redan 1819 som änka och som varande född Rudin. Carl Fredrik Darell anger själv i sina biografiska anteckningar, förvarade på Riksarkivet, att hon skall ha varit född Roupé, och att sergeant Svante Maurits Roupé som han bodde hos i Stockholm, var hans morbror, vilket alltså tillgänglig kyrkobokföring i högsta grad bekräftar. Håkan Skogsjö har anfört att M:et snarare skulle kunna ha avsetts stå för Mauritz som sista förnamn, ett namn som bars av Darells morbror, morfar, morfars far och t o m morfars farfar.
Darell erhöll sin första undervisning vid Göta artilleriregementes skola av lancastertyp där han visade sig ha anlag för teckning. Då modern hade svårt att försörja sin son begav han sig redan som 14-åring 1828 till Stockholm, där han bodde på Ladugårdslandet hos ifrågavarande morbroder. Han fick senare anställning hos Christian Forssell med att kolorera gravyrer och antogs 1831 som elev vid Kungliga Akademien för de fria konsterna, där han främst ägnade sig åt porträttritning och porträttmålning. Under några somrar ägnade sig Darell åt att resa kring i landet och utföra porträtt och miniatyrer. Han hade en del välbeställda kunder; 1838 målade han bland annat en miniatyr av operasångaren Gustaf Kinmansson. Han sysslade även med porträttskulptur och utförde bland annat en gipsrelief av biskop Carl Adolph Agardh. 1836 utförde han två varianter av porträtt föreställande Lasse-Maja i litografi.
Måleriet gav dock inga stora inkomster utan Darell drog sig fram under stor fattigdom, samtidigt som han kom att komma i kontakt med samtidens "rabulister" och vänstermän. Han deltog i Crusenstolpska kravallerna och utgav under signaturen "Kardborre" några mot Karl XIV Johans regering riktade karikatyrer som litografier och kopparstick. Under allt knappare förhållanden fortsatte han sina studier under det att han levde bohemliv med några studiekamrater, bland vilka hörde Anders Ferdinand Södergren och Julius Alexis Wetterbergh. Genom Wetterbergh lärde han senare känna Karl August Nicander i november 1838. Tillsammans levde de ett liv i sus och dus på Stockholms krogar, av vilka särskilt Nicanders supande oftast måste betalas av de övriga. Nicander var efter vad Darell berättar vid den här tiden tämligen förfallen. Darell ådrog sig lån hos procentare, och det var troligen detta som efter att han läst om en lyckad utprångling av en falsk sedel fick honom att med hjälp av Ferdinand Södergren själv göra ett försök med sedelförfalskning. De båda kumpanerna arresterades dock i mars 1839 och inspärrades på Södra stadshushäktet. Darell lyckades dock under oklara omständigheter rymma i juni 1839, och försvann utomlands. Hans vidare öden är okända.
Vissa rykten gjorde gällande att han skulle ha rest till Storbritannien och att han där skulle ha avrättats för att på nytt försökt sig på sedelförfalskning, men enligt andra uppgifter begav han sig till USA.
Sedelförfalskningen uppmärksammades på sin tid mycket i pressen och avsatte även spår i litteraturen. Göran Ingelman skrev dikten Den liberala verkstaden, eller Darell och bankotiorna om ämnet. August Blanche omdiktade händelseförloppet i novellen Plånboken, publicerad i Bilder ur verkligheten; 4.
Darell är representerad vid Nationalmuseum i Stockholm.